# Комуда, Яцек
Яцек Комуда (пол. Jacek Lech Komuda; родился 23 июня 1972) — польский писатель, автор историко-фантастических романов и рассказов.

## Биография
Комуда является историком по образованию. В литературе он дебютировал в возрасте 19 лет, в 1991 году, а профессиональным писателем стал в 1999 году, когда вышел его авторский сборник «Сказания Диких Полей». С 2002 года публикует свои книги главным образом в люблинском издательстве «Fabryka Słów». Работает на стыке исторического жанра и фантастики (часто с мистическим уклоном). Чаще всего обращается к истории Польши (в частности, написал тетралогию «Самозванец» о Смутном времени), но бывают и исключения, в числе которых цикл о Франсуа Вийоне. Комуда участвовал в написании сценариев ролевой игры Dzikie Pola, компьютерных игр Wiedźmin и Earth 2160, был редактором журнала Gamestar, посвящённого компьютерным играм.
Комуда был удостоен премии имени Леонида Телиги за роман «Галеоны войны», а его книга «Дьявол из Ланьцута» номинировалась на премию Анджея Жулавского. Писателя часто сравнивают с Анджеем Сапковским и Генриком Сенкевичем.
Список книг
- Сказания Диких Полей (1999);
- Имя зверя (цикл «Франсуа Вийон», 2005);
- Ересиарх (цикл «Франсуа Вийон», 2008);
- Самозванец (цикл «Орлы над Кремлём», 2009—2013);
- Зборовский (2012);
- Сентябрь 1939 (трилогия, 2016—2020);
- Московская шлюха (цикл «Орлы над Кремлём», 2017);
- Якса. Царство железных слёз (2018);
- Чёрный крест (цикл «Завиша Чёрный», 2021);
- Сломанный полумесяц (цикл «Завиша Чёрный», 2023)[3].